# Gulingan
Gulingan is een bestuurslaag in het regentschap Badung van de provincie Bali, Indonesië. Gulingan telt 7389 inwoners (volkstelling 2010).